# Myrtaggfoting
Myrtaggfoting (Zora parallela) är en spindelart som beskrevs av Simon 1878. Myrtaggfoting ingår i släktet Zora och familjen taggfotsspindlar. Enligt den finländska rödlistan är arten sårbar i Finland. Enligt den svenska rödlistan är arten nära hotad i Sverige. Arten förekommer i Götaland och Svealand. Artens livsmiljö är rikkärr. Inga underarter finns listade i Catalogue of Life.